# Gran Premi d'Espanya del 1995
Resultats del Gran Premi d'Espanya de Fórmula 1 de la temporada 1995 disputat al circuit de Montmeló el 14 de maig del 1995.

## Classificació
| Posició | Número | Pilot                  | Equip                  | Voltes | Temps/ retirada   | Posició de sortida | Punts |
| ------- | ------ | ---------------------- | ---------------------- | ------ | ----------------- | ------------------ | ----- |
| 1       | 1      | Michael Schumacher     | Benetton - Renault     | 65     | 1h 34' 20,507"    | 1                  | 10    |
| 2       | 2      | Johnny Herbert         | Benetton - Renault     | 65     | + 51,988 s        | 7                  | 6     |
| 3       | 28     | Gerhard Berger         | Ferrari                | 65     | + 1' 05.237 "     | 9                  | 4     |
| 4       | 5      | Damon Hill             | Williams - Renault     | 65     | + 2' 01.749 min.  | 5                  | 3     |
| 5       | 15     | Eddie Irvine           | Jordan - Peugeot       | 64     | + 1 Volta         | 6                  | 2     |
| 6       | 26     | Olivier Panis          | Ligier - Mugen - Honda | 64     | + 1 Volta         | 15                 | 1     |
| 7       | 14     | Rubens Barrichello     | Jordan - Peugeot       | 64     | + 1 Volta         | 8                  |       |
| 8       | 30     | Heinz-Harald Frentzen  | Sauber - Ford          | 64     | + 1 Volta         | 12                 |       |
| 9       | 25     | Martin Brundle         | Ligier - Mugen - Honda | 64     | + 1 Volta         | 11                 |       |
| 10      | 4      | Mika Salo              | Tyrrell - Yamaha       | 64     | + 1 Volta         | 13                 |       |
| 11      | 9      | Gianni Morbidelli      | Footwork - Hart        | 63     | + 2 Voltes        | 14                 |       |
| 12      | 12     | Jos Verstappen         | Simtek - Ford          | 63     | + 2 Voltes        | 16                 |       |
| 13      | 29     | Karl Wendlinger        | Sauber - Ford          | 63     | + 2 Voltes        | 20                 |       |
| 14      | 23     | Pierluigi Martini      | Minardi - Ford         | 62     | + 3 Voltes        | 19                 |       |
| 15      | 11     | Domenico Schiattarella | Simtek - Ford          | 61     | + 4 Voltes        | 22                 |       |
| Ret     | 3      | Ukyo Katayama          | Tyrrell - Yamaha       | 56     | Motor             | 17                 |       |
| Ret     | 6      | David Coulthard        | Williams - Renault     | 54     | Caixa canvi       | 4                  |       |
| Ret     | 8      | Mika Häkkinen          | McLaren - Mercedes     | 53     | Sist. combustible | 9                  |       |
| Ret     | 10     | Taki Inoue             | Footwork - Hart        | 43     | Transmissió       | 18                 |       |
| Ret     | 16     | Bertrand Gachot        | Pacific - Ilmor        | 43     | Foc               | 24                 |       |
| Ret     | 22     | Roberto Moreno         | Forti F1 - Ford        | 39     | Sobreescalfament  | 25                 |       |
| Ret     | 27     | Jean Alesi             | Ferrari                | 25     | Motor             | 2                  |       |
| Retirat | 24     | Luca Badoer            | Minardi - Ford         | 21     | Caixa de canvis   | 21                 |       |
| Retirat | 7      | Nigel Mansell          | McLaren - Mercedes     | 18     | Prob. conducció   | 10                 |       |
| Retirat | 21     | Pedro Diniz            | Forti F1 - Ford        | 17     | Caixa de canvis   | 26                 |       |
| NVS     | 17     | Andrea Montermini      | Pacific - Ilmor        | 0      | No va sortir      | 23                 |       |

## Altres
- Pole: Michael Schumacher 	1' 21. 452
- Volta ràpida: Damon Hill 1' 24. 531 (a la volta 46)